# Campeonato Tocantinense 2008
In 2008 werd het zestiende Campeonato Tocantinense gespeeld voor clubs uit de Braziliaanse staat Tocantins. De competitie werd georganiseerd door de FTF en werd gespeeld van 1 maart tot 28 juni. Tocantins werd kampioen.

## Eerste toernooi

### Groep A
| Plaats | Club           | Wed. | W | G | V | Saldo | Ptn. |
| ------ | -------------- | ---- | - | - | - | ----- | ---- |
| 1.     | Gurupi         | 12   | 7 | 2 | 3 | 17:11 | 23   |
| 2.     | Alvorada       | 12   | 6 | 3 | 3 | 21:17 | 21   |
| 3.     | Palmas         | 12   | 5 | 5 | 2 | 19:12 | 20   |
| 4.     | Juventude      | 12   | 4 | 4 | 4 | 12:15 | 16   |
| 5.     | Ipiranga       | 12   | 3 | 5 | 4 | 17:20 | 14   |
| 6.     | Paraíso        | 12   | 2 | 2 | 8 | 7:17  | 8    |
| 7.     | Interporto (1) | 12   | 3 | 3 | 6 | 20:21 | 6    |

 (1): Interporto kreeg zes strafpunten voor het opstellen van een niet-speelgerechtigde speler. 
|  | Gekwalificeerd voor tweede toernooi |
|  | Degradatie                          |

### Groep B
| Plaats | Club                | Wed. | W | G | V | Saldo | Ptn. |
| ------ | ------------------- | ---- | - | - | - | ----- | ---- |
| 1.     | Tubarão             | 10   | 8 | 0 | 2 | 17:8  | 24   |
| 2.     | Araguaína           | 10   | 6 | 2 | 2 | 17:9  | 20   |
| 3.     | Kaburé              | 10   | 4 | 2 | 4 | 11:14 | 14   |
| 4.     | Tocantins de Palmas | 10   | 3 | 3 | 4 | 13:15 | 12   |
| 5.     | Tocantinópolis      | 10   | 2 | 2 | 6 | 14:15 | 8    |
| 6.     | São José            | 10   | 2 | 1 | 7 | 10:21 | 7    |

|  | Gekwalificeerd voor tweede toernooi |
|  | Degradatie                          |

## Tweede toernooi

### Groep C
| Plaats | Club                | Wed. | W | G | V | Saldo | Ptn. |
| ------ | ------------------- | ---- | - | - | - | ----- | ---- |
| 1.     | Gurupi              | 6    | 3 | 1 | 2 | 10:7  | 10   |
| 2.     | Tocantins de Palmas | 6    | 2 | 2 | 2 | 8:7   | 8    |
| 3.     | Kaburé              | 6    | 1 | 2 | 3 | 10:14 | 5    |
| 4.     | Alvorada (1)        | 6    | 3 | 1 | 2 | 9:9   | 4    |

 (1): Alvorada kreeg zes strafpunten voor het opstellen van een niet-speelgerechtigde speler. 
|  | Gekwalificeerd voor knockout-fase |

### Groep D
| Plaats | Club      | Wed. | W | G | V | Saldo | Ptn. |
| ------ | --------- | ---- | - | - | - | ----- | ---- |
| 1.     | Juventude | 6    | 4 | 1 | 1 | 11:3  | 13   |
| 2.     | Palmas    | 6    | 2 | 3 | 1 | 4:3   | 9    |
| 3.     | Araguaína | 6    | 1 | 2 | 3 | 4:7   | 5    |
| 4.     | Tubarão   | 6    | 1 | 2 | 3 | 3:9   | 5    |

|  | Gekwalificeerd voor knockout-fase |

## knockout-fase
In geval van gelijkspel worden er strafschoppen genomen, tussen haakjes weergegeven. 
|  | Halve finale        | Halve finale        | Halve finale |   |        | Finale | Finale | Finale |
|  |                     |                     |              |   |        |        |        |        |
|  | Palmas              | 0                   | 1 (2)        |   |        |        |        |        |
|  | Gurupi              | 0                   | 1 (3)        |   |        |        |        |        |
|  | Gurupi              | 0                   | 1 (3)        |   | Gurupi | 0      | 0      |        |
|  |                     |                     |              |   | Gurupi | 0      | 0      |        |
|  |                     | Tocantins de Palmas | 1            | 0 |        |        |        |        |
|  | Tocantins de Palmas | Tocantins de Palmas | 1            | 0 | 1      | 2      |        |        |
|  | Tocantins de Palmas |                     |              |   | 1      | 2      |        |        |
|  | Juventude           | 0                   | 1            |   |        |        |        |        |

Details finale
|              |        |              |           |                                      |
| 21 juni Heen | Gurupi | 0 – 1        | Tocantins | Resendão, Gurupi Toeschouwers: 3.800 |
| 21 juni Heen |        | 72' Marksuel |           | Resendão, Gurupi Toeschouwers: 3.800 |

|  | Gurupi | Tocantins |  |

|               |           |       |        |                                           |
| 27 juni Terug | Tocantins | 0 – 0 | Gurupi | Nílton Santos, Palmas Toeschouwers: 4.706 |
| 27 juni Terug |           |       |        | Nílton Santos, Palmas Toeschouwers: 4.706 |

|  | Tocantins | Gurupi |  |

### Kampioen
| Campeonato Tocantinense de 2008 |
| Tocantins                       |
| ------------------------------- |
| TOCANTINS Kampioen (1° titel)   |